# Dzieje Najnowsze
Dzieje Najnowsze – kwartalnik wydawany od 1969 przez Instytut Historii PAN w Warszawie. Pismo założone zostało przez Tadeusza Jędruszczaka, Czesława Madajczyka i Witolda Stankiewicza. Publikuje artykuły naukowe dotyczące historii Polski i Europy w XX wieku. Czasopismo recenzowane.
Czasopismo wydawane na zasadach open access na licencji CC BY-ND w referencyjnej wersji elektronicznej.
Od 2017 r. są indeksowane przez serwis ERIH PLUS (European Reference Index for the Humanities and Social Sciences).

## Redakcja
- Redaktor naczelny Tadeusz Wolsza
- Sekretarz – Paweł Libera
- Andrzej Chojnowski, Rafał Stobiecki, Jacek Tebinka, Małgorzata Gmurczyk-Wrońska, Andrzej Koryn.
- Komitet Redakcyjny – Roman Baron, Idesbald Goddeeris, Marek Kazimierz Kamiński, Krzysztof Kawalec, Marek Kornat, Piotr Madajczyk, Wojciech Materski, Jan Molenda, Władimir Niewieżyn, Andrzej Nowak, Dušan Šeges, Andrzej Suchcitz, Włodzimierz Suleja, Małgorzata Willaume, Michihiro Yasui